# Ambasadorowie Stanów Zjednoczonych w Japonii
Ambasadorowie Stanów Zjednoczonych w Japonii są przedstawicielami dyplomatycznymi rządu amerykańskiego. Poniżej znajduje się lista najwyższych przedstawicieli amerykańskich w Japonii.

## Lista szefów przedstawicielstwa Stanów Zjednoczonych
Rezydenci
1. Townsend Harris(inne języki) (5 listopada 1859 – 26 kwietnia 1862)
2. Robert Pruyn(inne języki) (17 maja 1862 – 28 kwietnia 1865)
3. Chauncey Depew
4. Robert Van Valkenburgh(inne języki) (4 maja 1867 – 1 listopada 1869)
5. Charles DeLong(inne języki) (11 listopada 1869 – 9 czerwca 1872)

Posłowie nadzwyczajni i ministrowie pełnomocni
| Nazwisko                | Złożenie listów uwierzytelniających | Koniec urzędowania  |
| ----------------------- | ----------------------------------- | ------------------- |
| Charles DeLong          | 9 czerwca 1872                      | 7 października 1873 |
| John Bingham            | 7 października 1873                 | 2 lipca 1885        |
| Richard B. Hubbard      | 2 lipca 1885                        | 15 maja 1889        |
| John Franklin Swift     | 15 maja 1889                        | 10 marca 1891       |
| Frank Coombs            | 13 czerwca 1892                     | 14 lipca 1893       |
| Edwin Dun               | 14 lipca 1893                       | 2 lipca 1897        |
| Alfred Buck             | 3 czerwca 1898                      | 4 grudnia 1902      |
| Lloyd Carpenter Griscom | 22 czerwca 1903                     | 19 listopada 1905   |

Ambasadorowie
| Nazwisko                 | Złożenie listów uwierzytelniających | Zakończenie kadencji | Koniec urzędowania  |
| ------------------------ | ----------------------------------- | -------------------- | ------------------- |
| Luke E. Wright           | 26 maja 1906                        | opuścił Japonię      | 13 sierpnia 1907    |
| Thomas O'Brian           | 15 października 1907                | zakończył misję      | 31 sierpnia 1911    |
| Charles Page Bryan       | 22 listopada 1911                   | zakończył misję      | 1 października 1912 |
| Larz Anderson            | 1 lutego 1913                       | opuścił Japonię      | 15 marca 1913       |
| George Guthrie           | 7 sierpnia 1913                     | zmarł                | 8 marca 1917        |
| Roland Morris            | 30 października 1917                | opuścił Japonię      | 15 maja 1920        |
| Charles B. Warren        | 24 września 1921                    | opuścił Japonię      | 28 stycznia 1922    |
| Cyrus Woods              | 21 lipca 1923                       | opuścił Japonię      | 5 czerwca 1924      |
| Edgar Bancroft           | 19 listopada 1924                   | zmarł                | 27 lipca 1925       |
| Charles MacVeagh         | 9 grudnia 1925                      | opuścił Japonię      | 6 grudnia 1928      |
| William Castle Jr.       | 24 stycznia 1930                    | opuścił Japonię      | 27 maja 1930        |
| William Cameron Forbes   | 15 września 1930                    | opuścił Japonię      | 22 marca 1932       |
| Joseph Grew              | 24 czerwca 1932                     | wypowiedzenie wojny  | 8 grudnia 1941      |
| Robert D. Murphy         | 9 maja 1952                         | zrezygnował          | 28 kwietnia 1953    |
| John M. Allison          | 28 maja 1953                        | zakończył misję      | 2 lutego 1957       |
| Douglas MacArthur        | 25 lutego 1957                      | zakończył misję      | 12 marca 1961       |
| Edwin Reischauer         | 27 kwietnia 1961                    | zakończył misję      | 19 sierpnia 1966    |
| U. Alexis Johnson        | 8 listopada 1966                    | zakończył misję      | 15 stycznia 1969    |
| Armin H. Meyer           | 3 lipca 1969                        | zakończył misję      | 27 marca 1972       |
| Robert Stephen Ingersoll | 12 kwietnia 1972                    | zakończył misję      | 8 listopada 1973    |
| James D. Hodgson         | 19 lipca 1974                       | zakończył misję      | 2 lutego 1977       |
| Mike Mansfield           | 10 czerwca 1977                     | zakończył misję      | 22 grudnia 1988     |
| Michael Armacost         | 15 maja 1989                        | zakończył misję      | 19 lipca 1993       |
| Walter Mondale           | 21 września 1993                    | zakończył misję      | 15 grudnia 1996     |
| Tom Foley                | 19 listopada 1998                   | zakończył misję      | 1 kwietnia 2001     |
| Howard Baker             | 5 lipca 2001                        | odwołany             | 27 lutego 2005      |
| Tom Schieffer            | 11 kwietnia 2005                    | zakończył misję      | 20 stycznia 2009    |
| John Roos                | 20 sierpnia 2009                    | zakończył misję      | 12 sierpnia 2013    |
| Caroline Bouvier Kennedy | 12 listopada 2013                   | zakończyła misję     | 18 stycznia 2017    |
| William F. Hagerty       | 27 lipca 2017                       |                      |                     |